# 크리스토퍼 바우먼
크리스토퍼 니콜 바우먼(영어: Christopher Nicol Bowman, 1967년 3월 30일~2008년 1월 10일)은 미국의 피겨스케이팅 선수, 배우이다. 1988년과 1992년 동계 올림픽에 참가하였으며, 1992년 올림픽 남자 싱글 경기에서 4위에 올랐다. 또한 세계 선수권 대회에서 은메달 1개(1989), 동메달 1개(1990)를 획득했다.